# Rosa Graña Garland
Rosa Angélica Graña Garland, conocida en vida como Mocha Graña (1 de marzo de 1909 - 27 de junio de 2003) fue una notable  diseñadora y artista peruana. Conocida como la primera diseñadora de modas del Perú, se encargó de crear vestidos de novia, uniformes escolares y disfraces teatrales. Le fue otorgado el segundo honor más grande del Perú, la Orden al Mérito por Servicios Distinguidos en su nonagésimo cumpleaños.

## Primeros años
Hija de Francisco Graña Reyes y Enriqueta Garland, Rosa Angélica Graña Garland nació el 1 de marzo de 1909 en Lima, Perú. Obtiene el sobrenombre de "Mocha", ya que de niña se cortaba su propio pelo, dejándose la cabeza, eventualmente, calva. Su padre era un cirujano distinguido que ejecutó una cirugía cerebral en 1953 utilizando una vieja técnica prehispánica, y que llegó a ser presidente del Colegio Internacional de Cirujanos.
Creció en una familia de siete hermanos, incluyendo Francisco Graña Garland, el presidente del directorio del diario La Prensa, quien fue asesinado en 1947. Estuvo emparentada con diversas figuras, como la primera dama Enriqueta Garland Higginson, el diplomático Antonio Garland, el periodista Alejandro Miró-Quesada Garland y el arquitecto Luis Miró-Quesada Garland. 
A pesar de haber sido criada principalmente en Lima, su familia viajaba extensamente y vivió en exilio por 5 años (1930-1935) en Panamá, después del derrocamiento de Augusto B. Leguía, pues su padre Francisco había servido bajo su régimen como el vicepresidente del Congreso de la República del Perú. Después de su tiempo en Panamá, Graña vivió brevemente en España antes de volver a Perú.

## Carrera
En 1938 participó, junto a Elvira Miró Quesada y a Corina Garland, en la fundación de la Asociación de Artistas Aficionados. Aunque no sabía actuar, participaba bailando y cantando en el coro. Luego empezó a trabajar detrás de las escenas, limpiando el teatro y creando trajes y disfraces para los intérpretes. Particularmente disfrutaba del ballet y alentó a Alicia Alonso, Dimitri Rostoff, y Oleg Tupine a venir al Perú a bailar, insistiendo para la formación de un ballet peruano. También fue promotora y coordinadora del Festival de Ancón en Lima. y diseñó disfraces para el Festival Internacional de la Danza y la Canción en Buenos Aires, Argentina, protagonizando el ensamble musical peruano Perú Negro. Ambos, Graña y Perú Negro, fueron llevados al festival argentino por Chabuca Granda, quien dedicó su vals Señora y dueña a Graña en 1960.
Graña fue autodidacta en el diseño de modas, abriendo un taller en el centro de Lima dedicado a atender gustos sofisticados y cosmopolitas, como vestidos para novias y vestidos de noche. En aquel momento había pocas tiendas de moda o de departamentos en Lima. Graña desarrolló sus ideas cubriendo de tejido a sus clientes y siguiendo sus líneas corporales. Nunca utilizó patrones y era mala dibujando, pero igualmente lograba comunicar su visión a sus costureras. A mediados de 1950, abrió su tienda Rose Bercis en el Distrito de Miraflores, empleando en la misma a 30 costureras. Organizó shows de moda anuales en el Gran Hotel Bolívar, atendiendo a sus clientes exclusivos como la primera dama del Perú, Clorinda Málaga de Prado.
En 1967, el gobierno peruano empezó a experimentar con uniformes escolares obligatorios, probando varios diseños distintos entre 1967 y 1970. Consultaron con Graña, quien propuso un material gris para el jersey o delantal de las niñas, con un pliegue caja singular en el centro frontal de la falda y correas que forman una H en el frente y una cruz en la espalda. Los pantalones de los niños eran del mismo color gris y carecían de pliegues frontales. Los niños de primaria usaban un modelo que les llegaba hasta sus rodillas, mientras que los de secundaria utilizaban uno que les llegaba a sus tobillos. Todos los uniformes incluían una camisa de popelina blanca de manga corta que debía usarse con medias grises, las cuales llegaban hasta las rodillas en el caso de las mujeres. El uniforme de invierno consistía en un suéter gris con un cuello de pico y mangas largas. Graña eligió estas telas basadas en su durabilidad y en la solidez del color, aunque, ante la opinión popular, no siempre terminó de gustar el uniforme color "gris rata", como empezó a ser conocido. El 30 de noviembre de 1970, un decreto del gobierno hizo del uniforme estandarizado mandatorio para todos los estudiantes por los siguientes treinta años.
En la década de los setenta, Graña estuvo a cargo de diseñar los disfraces para el Teatro Nacional Popular al igual que para el Ballet Nacional. Además de aconsejar al Museo de la Nación sobre estilo y cultura peruana, continuó poniendo en escena shows de moda como One Hundred Years of Clothing in Peru, el cual coordinó en 1999. En ese mismo año, Graña fue condecorada con la Orden al Mérito por Servicios Distinguidos por el ministro Fernando Trazegnies Granda. En el 2003, poco antes de su muerte, fue honrada por el Consejo Metropolitano de Lima por el Día Internacional de la Mujer.

## Muerte y legado
En mayo del 2003 ingresó a la Clínica Anglo Americana. El 27 de junio, después de permanecer tres días en estado de coma, falleció en su mansión en la Avenida Salaverry, Jesús María. El Teatro Mocha Graña fue nombrado en su honor en el distrito limeño de Barranco.